# قطنوود
كوتون وود (بالإنجليزية: Cottonwood)‏ هي مدينة أمريكية تقع في ولاية ألاباما.تبلغ مساحة هذه المدينة 14.2 (كم²)،ويبلغ عدد سكانها 1170 نسمة حسب إحصاء سنة 2010 م. تشير الإحصاءات بأن الكثافة السكانية في هذه المدينة تقدر بـ(82.4) نسمة/كم2.

## التركيبة السكانية
حدّد مكتب تعداد الولايات المتحدة بيانات التركيبة السكانية لقطنوود في تعداد الولايات المتحدة. في ما يلي، التركيبة السكانية حسب تعدادي 2000 و2010.

### تعداد عام 2000
بلغ عدد سكان قطنوود 1,170 نسمة بحسب تعداد عام 2000، وبلغ عدد الأسر 485 أسرة وعدد العائلات 324 عائلة مقيمة في البلدة. في حين سجلت الكثافة السكانية 77.8 نسمة لكل كيلومتر مربع (201.5/ميل2). وبلغ عدد الوحدات السكنية 548 وحدة بمتوسط كثافة قدره 36.5 لكل كيلومتر مربع (94.5/ميل2).
وتوزع التركيب العرقي للبلدة بنسبة 69.06% من البيض و29.06% من الأمريكيين الأفارقة و0.68% من الأمريكيين الأصليين و1.20% من عرقين مختلطين أو أكثر و1.97% من الهسبانيون أو اللاتينيون من أي عرق.
بلغ عدد الأسر 485 أسرة كانت نسبة 33.2% منها لديها أطفال تحت سن الثامنة عشر تعيش معهم، وبلغت نسبة الأزواج القاطنين مع بعضهم البعض 48.2% من أصل المجموع الكلي للأسر، ونسبة 14.2% من الأسر كان لديها معيلات من الإناث دون وجود شريك، بينما كانت نسبة 4.3% من الأسر لديها معيلون من الذكور دون وجود شريكة وكانت نسبة 33.2% من غير العائلات. تألفت نسبة 30.5% من أصل جميع الأسر من عدة أفراد يعيشون في نفس المنزل ونسبة 15.5% كانت تتألف من شخص يعيش بمفرده يبلغ من العمر 65 عاماً أو أكثر. وبلغ متوسط حجم الأسرة المعيشية 2.41، أما متوسط حجم العائلات فبلغ 3.01.
بلغ العمر الوسطي للسكان 38.4 عاماً. وكانت نسبة 26.5% من القاطنين تحت سن الثامنة عشر، وكانت نسبة 7.1% بين الثامنة عشر والرابعة والعشرين عاماً، ونسبة 25% كانت واقعةً في الفئة العمرية ما بين الخامسة والعشرين والرابعة والأربعين عاماً، ونسبة 24.5% كانت ما بين الخامسة والأربعين والرابعة والستين، ونسبة 16.9% كانت ضمن فئة الخامسة والستين عاماً فما فوق. يوجد لكل 100 أنثى 90.6 ذكر، ويوجد لكل 100 أنثى في الثامنة عشر من عمرها فما فوق 86.1 ذكر.
بلغ متوسط دخل الأسرة في البلدة 21,452 دولارًا، أما متوسط دخل العائلة فبلغ 32,065 دولارًا. وكان متوسط دخل الذكور 25,833 دولارًا مقابل 15,515 دولارًا للإناث. وسجل دخل الفرد الخاص بالبلدة 13,111 دولارًا. وكانت نسبة 18.1% من العائلات ونسبة 27.2% من السكان تحت خط الفقر، وكان من هؤلاء نسبة 28.8% تحت سن الثامنة عشر ونسبة 42.1% في الخامسة والستين من العمر وما فوق.

### تعداد عام 2010
بلغ عدد سكان قطنوود 1,289 نسمة بحسب تعداد عام 2010، وبلغ عدد الأسر 553 أسرة وعدد العائلات 350 عائلة مقيمة في البلدة. في حين سجلت الكثافة السكانية 85.8 نسمة لكل كيلومتر مربع (222.2/ميل2). وبلغ عدد الوحدات السكنية 638 وحدة بمتوسط كثافة قدره 42.4 لكل كيلومتر مربع (109.8/ميل2).
وتوزع التركيب العرقي للبلدة بنسبة 71.76% من البيض و25.45% من الأمريكيين الأفارقة و0.62% من الأمريكيين الأصليين و0.23% من الأعراق الأخرى و1.94% من عرقين مختلطين أو أكثر و1.09% من الهسبانيون أو اللاتينيون من أي عرق.
بلغ عدد الأسر 553 أسرة كانت نسبة 31.1% منها لديها أطفال تحت سن الثامنة عشر تعيش معهم، وبلغت نسبة الأزواج القاطنين مع بعضهم البعض 42% من أصل المجموع الكلي للأسر، ونسبة 16.1% من الأسر كان لديها معيلات من الإناث دون وجود شريك، بينما كانت نسبة 5.2% من الأسر لديها معيلون من الذكور دون وجود شريكة وكانت نسبة 36.7% من غير العائلات. تألفت نسبة 33.5% من أصل جميع الأسر من عدة أفراد يعيشون في نفس المنزل ونسبة 13.9% كانت تتألف من شخص يعيش بمفرده يبلغ من العمر 65 عاماً أو أكثر. وبلغ متوسط حجم الأسرة المعيشية 2.33، أما متوسط حجم العائلات فبلغ 2.99.
بلغ العمر الوسطي للسكان 42.4 عاماً. وكانت نسبة 22.5% من القاطنين تحت سن الثامنة عشر، وكانت نسبة 9.2% بين الثامنة عشر والرابعة والعشرين عاماً، ونسبة 22.2% كانت واقعةً في الفئة العمرية ما بين الخامسة والعشرين والرابعة والأربعين عاماً، ونسبة 29.2% كانت ما بين الخامسة والأربعين والرابعة والستين، ونسبة 16.9% كانت ضمن فئة الخامسة والستين عاماً فما فوق. وتوزع التركيب الجنسي للسكان بنسبة 46.8% ذكور و53.2% إناث.